# Middag (måltid)
Middag är en av dagens tre huvudmåltider, som vanligen brukar intas efter arbetsdagens slut. Middagsmaten kan variera från en enkel maträtt till en flerrättersmåltid. Vanlig middagstid i Europa varierar mellan klockan 16.00 och 22.30. I Sverige främst sen eftermiddag eller tidig kväll. Middag kan även avse en festmåltid (middagsbjudning) senare på kvällen. Lokalt avser middag den måltid som intas mitt på dagen, vanligtvis kallad lunch.
En måltid som serveras kl. 20 eller senare kallas ibland supé. Ännu senare intagen mat, efter kl. 24, brukar kallas nattmat. Det finns även uttryck som "äta kväll" (det vill säga kvällsmat) i den äldre litteraturen (se både Leo Tolstoj och August Strindberg). En parmiddag är en middagsbjudning där endast par är inbjudna.

## Betydelse
Vanlig tid för middag varierar mellan länder i världen. I Europa är kontrasterna stora, där invånarna i Norge vanligen äter middag klockan 16.00–17.00, medan invånarna i Spanien brukar äta middag klockan 21.30–22.30. Vilken tid på kvällen man intar middagen är av mindre betydelse för kroppen, men generellt behöver man inte äta något mer efter middagen och det bör åtminstone gå någon timma tills man går till sängs för att magen ska hinna lugna sig.

## Historisk utveckling

### Sverige
I det gamla bondesamhället var ordet "middag" en tidsangivelse och är även det idag, men blev sedan ett ord för maten man äter mitt på dagen. Maten mitt på dagen var också dagens största måltid, den som då åts vid middag, mitt på dagen. När man i samband med industrialiseringen och det därav följande åtskiljandet mellan hem och arbetsplats i stället kom att äta den största måltiden när man kom hem på kvällen, kom ordet middag att förflyttas till att gälla den tidiga kvällsmåltiden. Även skolmåltidernas inflytande har säkert bidragit till begreppsförskjutningen; i skolan talar man om lunch om måltiden som äts som huvudmål under skoldagen.
Ännu förekommer det att man på landsbygden (där industrialiseringen inföll senare och påverkade långsammare) intar middagen mitt på dagen precis som förr och på kvällen enbart äter en lättare måltid. Särskilt i södra Sverige används ordet middag fortfarande ofta i den betydelse som på annat håll numera för det mesta kallas lunch. Då kallas den mat som serveras på kvällen för kvällsmat.